# Голицын, Эммануил Владимирович
Князь Эммануил Владимирович Голицын (англ. Emmanuel Galitzine; 28 мая 1918, Кисловодск, Кавказская губерния — 23 декабря 2002, Лондон) — пилот британских королевских ВВС русского происхождения, прославившийся тем, что во время Битвы за Англию во Второй мировой войне провёл самый высотный воздушный бой.

## Происхождение и ранние годы
Князь Эммануил Голицын родился 28 мая 1918 года в семье штаб-ротмистра Кавалергардского полка князя Владимира Эммануиловича Голицына, адъютанта Великого князя Николая Николаевича, и графини Екатерины фон Карлов, дочери принца Георга Александра Мекленбург-Стрелицкого и графини Натальи Фёдоровны Карловой.
Во время Гражданской войны семья на британском военном корабле эвакуировалась из Крыма, откуда через Константинополь и Париж добралась до Лондона, где и обосновалась.

## Вторая мировая война
После начала Второй мировой войны Эммануил Голицын решил поступить на службу в Королевские военно-воздушные силы (RAF). Однако после начала советско-финской войны добровольцем пошёл служить в финскую военную авиацию, но к моменту его прибытия война уже закончилась. Будучи в Финляндии, он узнал, что его мать погибла во время одной из немецких бомбёжек Лондона. Голицын выбрался из страны с большим трудом, с финским паспортом на фамилию «Грэхем» (с этим помог маршал Маннергейм, знавший его отца). Последовало долгое путешествие пароходом в США, оттуда в Канаду. Чтобы попасть в Англию, князю пришлось наниматься на уходящий корабль простым матросом. Пароход добрался до Шотландии, где Голицына арестовали по подозрению в шпионаже. Однако за решёткой пробыл недолго, так как к тому времени его отец уже служил в английской разведке.

### Бой на высоте

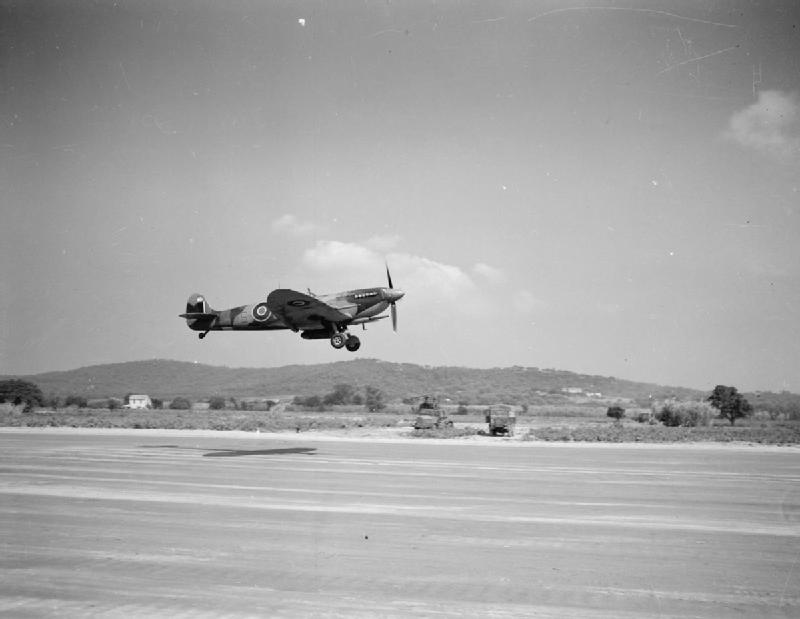
Истребитель «Spitfire» LF IX MH763 72-й эскадрильи RAF, пилотируемый лейтенантом Голицыным — Раматюэль (Франция), операция "Драгун" (1944)

Голицын вступил в 41-ю эскадрилью добровольческого резерва Королевских военно-воздушных сил. После завершения лётной подготовки его в ноябре 1941 года направили в 504-ю эскадрилью, оснащённую истребителями «Spitfire», которая базировалась неподалёку от Белфаста. В 1942 году Голицына включили в специальное высотное звено, целью которого было пресечь полёты немецких самолётов-разведчиков JU-86 над Англией.
12 сентября 1942 года истребитель «Spitfire» HF IX BF273 под управлением Голицына, вступил в самый высотный бой Битвы за Англию, атаковав высотный бомбардировщик JU-86R над Саутгемптоном. Перехват прошёл на высоте около 11 000 метров. Одну из двух пушек Спитфайра заклинило после первых выстрелов, но один 20-мм снаряд попал в крыло «Юнкерса». Тем не менее, немецкий пилот, умело маневрируя, смог уйти от повторных атак и дотянул до Франции.
Хотя Голицыну так и не удалось сбить противника, он доказал уязвимость высотного бомбардировщика и налёты JU-86R были прекращены. Когда тридцать лет спустя Голицын встретился с пилотом атакованного им бомбардировщика, тот подтвердил, что его успешный перехват стал существенным сдерживающим фактором для прекращения высотных налётов на Британию

### Дальнейшее участие в боевых действиях
Далее Голицын служил в 124-й эскадрилье, которая также была специально предназначена для высотных перехватов. Потом летал в 308-й эскадрилье, носившей наименование «Краковской» и соответственно укомплектованной польскими лётчиками. В ходе боевых вылетов над Ла-Маншем и французским побережьем Голицын говорил по радио на русском языке, чтобы создать у немцев впечатление, что на Западе действует русская эскадрилья. В ходе этих вылетов он смог сбить один FW-190.
После двух лет службы в боевых эскадрильях Голицын был назначен личным помощником командующего готовившейся к высадке в Нормандии 83-й авиагруппой Уильяма Диксона, с которым отправился в Италию. Там он позднее был назначен в 72-ю эскадрилью. Как командир звена и исполняющий обязанности командира эскадрильи Голицын участвовал в боях при Монте-Кассино и в освобождении Рима. Затем его эскадрилья была переброшена на Корсику и вела бои уже над Францией.

## После войны
После окончания Второй мировой войны Эммануил Голицын служил в 601-й эскадрилье.
После выхода в запас он отправился сначала в Индию, где был пилотом «Indian Airlines», а потом в Южную Америку. Вернувшись в Лондон, работал в авиакомпании «British European Airways», а позднее — в фирме «Avro Aircraft», где много летал по миру, продавая самолёты «Avro 748». Продажи были настолько успешны, что Голицын решил основать собственный бизнес по продаже самолётов. Он особенно преуспел в Перу, где представлял интересы фирм «Britten-Norman» и «Aermacchi», а также занимал пост директора компании «Aero Condos». B 1991 году Голицын окончательно вернулся в Лондон, где работал в «Air Foyle».

## Возвращение в Россию

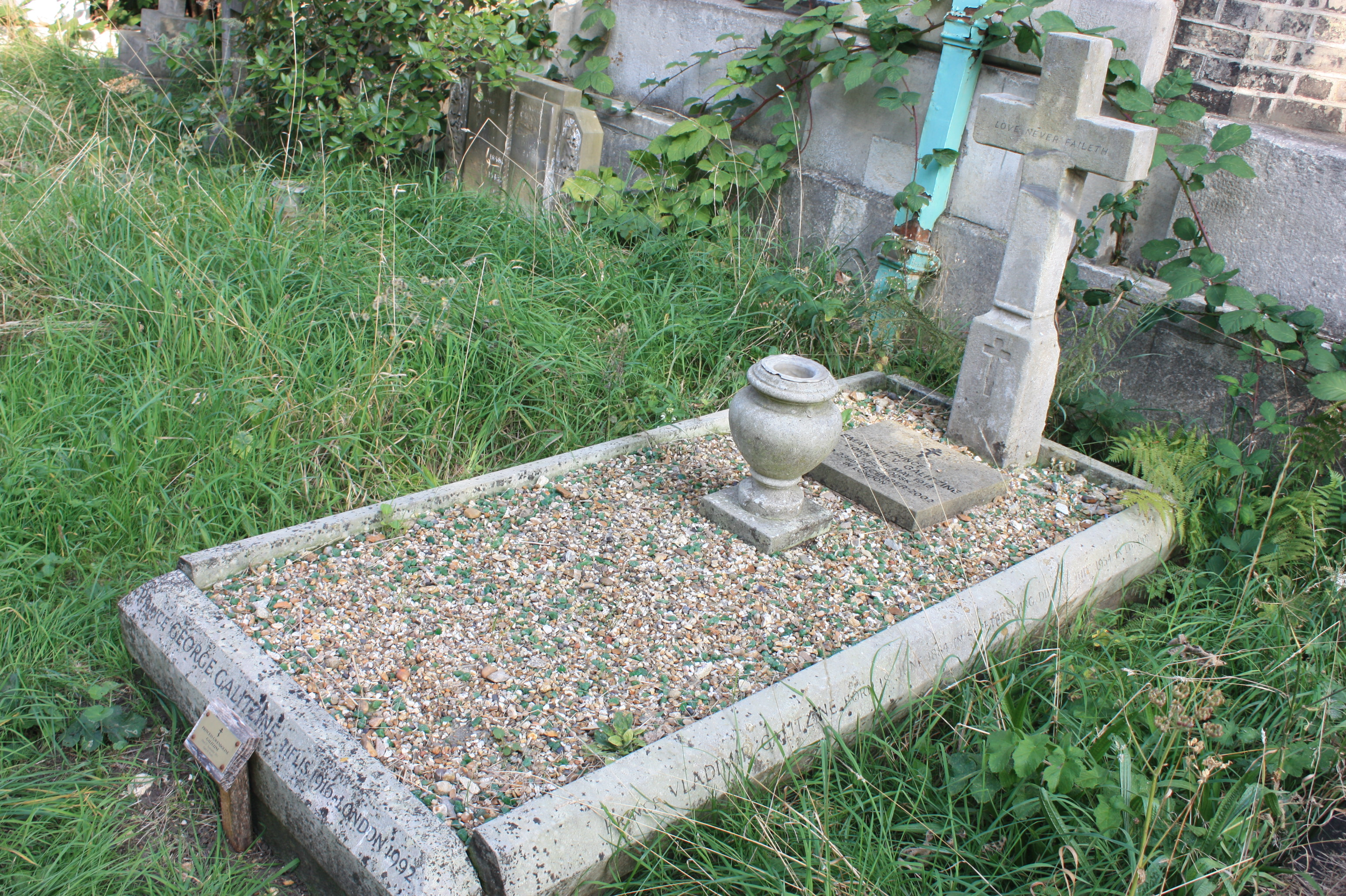
Могила семьи Голицыных на Бромптонском кладбище

В 1994 году подал прошение о восстановлении российского гражданства, которое было удовлетворено. Впоследствии он присутствовал на церемонии перезахоронения останков царской семьи в Санкт-Петербурге.
Князь Эммануил Голицын скончался 23 декабря 2002 года в Лондоне в возрасте 84 лет.

## Семья
Жена с 23 февраля 1943 года — Гвендолин Родс (англ. Gwendoline Rhodes, 1920—2011).
Дети:
- Nicholas (род. 19 октября 1944)
- Michael (род. 25 января 1949)
- Emanuel (род. 11 марта 1951, Монтевидео) — 6 сентября 1981 года в Лондоне женился на Пенелопе Джудис Аллен (род. 1953), внучке князя Дмитрия Александровича Романова. Имеют двоих детей: Викторию (род. 1985) и Михаила Георгия (род. 1993)[4].